# Праути, Олив Хиггинс
Олив Хиггинс Праути (англ. Olive Higgins Prouty; 1882—1974) — американская писательница и поэтесса.

## Биография
Олив Хиггинс Праути родилась в 1882 году в обеспеченной семье. В 1904 году окончила Смит-колледж. В 1907 году вышла замуж за Льюиса Праути. У них было четверо детей, двое из которых, Энн и Оливия, умерли в младенчестве. 

### Романы
- «Бобби, главный управляющий» (1913)
- «Пятое колесо» (1916)
- «Звезда в окне» (1918)
- «Стелла Даллас» (1923)
- «Конфликт» (1927)
- Цикл романов о Семье Вэйл:
  - «Белый оленёнок» (1931)
  - «Лиза Вэйл» (1938)
  - «Вперёд, путешественник» (1941)
  - «Родной порт» (1947)
  - «Фабия» (1951)

### Мемуары
- «Карандашная стружка» (1961)